# José Carlos Pinto
José Carlos Pinto Samayoa (San Luis Jilotepeque, Guatemala; 16 de junio de 1993) es un futbolista guatemalteco. Juega de defensa central y su equipo actual es el Comunicaciones de la Liga Nacional de Fútbol de Guatemala. Es internacional absoluto por la selección de Guatemala desde 2016.

## Trayectoria
Comenzó su carrera en Sacachispas de Chiquimula año 2009 en Primera División siendo Campeón del Torneo Clausura después fue vendido al Malacateco en 2011, y tras un paso en el Municipal fichó con el Antigua en 2015. Ganó cuatro títulos de liga en sus 5 años en el club, donde jugó más de 200 encuentros.
El 9 de enero de 2022, Pinto fichó en el Tacuary de Paraguay. Regresó a Guatemala en julio de ese año al Comunicaciones.

## Selección nacional
Debutó en la selección de Guatemala el 28 de mayo de 2016 ante Armenia por un amistoso.

### Participaciones en copas continentales
| Copa                            | Sede           | Resultado      |
| ------------------------------- | -------------- | -------------- |
| Copa de Oro de la Concacaf 2021 | Estados Unidos | Fase de grupos |

## Estadísticas
Actualizado al último partido disputado el 10 de diciembre de 2022
| Club                       | Div.          | Temporada     | Liga  | Liga  | Copas nacionales | Copas nacionales | Copas internacionales | Copas internacionales | Total | Total |
| Club                       | Div.          | Temporada     | Part. | Goles | Part.            | Goles            | Part.                 | Goles                 | Part. | Goles |
| -------------------------- | ------------- | ------------- | ----- | ----- | ---------------- | ---------------- | --------------------- | --------------------- | ----- | ----- |
| Malacateco · Guatemala     | 1.ª           | 2011-12       | 19    | 0     | —                | —                | —                     | —                     | 19    | 0     |
| Malacateco · Guatemala     | 1.ª           | 2012-13       | 26    | 0     | —                | —                | —                     | —                     | 26    | 0     |
| Malacateco · Guatemala     | 1.ª           | 2013-14       | 13    | 0     | —                | —                | —                     | —                     | 13    | 0     |
| Malacateco · Guatemala     | Total club    | Total club    | 58    | 0     | 0                | 0                | 0                     | 0                     | 58    | 0     |
| Municipal · Guatemala      | 1.ª           | 2013-14       | 5     | 0     | —                | —                | —                     | —                     | 5     | 0     |
| Municipal · Guatemala      | 1.ª           | 2014-15       | 27    | 0     | —                | —                | 2                     | 0                     | 29    | 0     |
| Municipal · Guatemala      | Total club    | Total club    | 32    | 0     | 0                | 0                | 2                     | 0                     | 34    | 0     |
| Antigua · Guatemala        | 1.ª           | 2015-16       | 37    | 0     | —                | —                | —                     | —                     | 37    | 0     |
| Antigua · Guatemala        | 1.ª           | 2016-17       | 42    | 0     | —                | —                | 4                     | 0                     | 46    | 0     |
| Antigua · Guatemala        | 1.ª           | 2017-18       | 49    | 1     | —                | —                | —                     | —                     | 49    | 1     |
| Antigua · Guatemala        | 1.ª           | 2018-19       | 46    | 1     | —                | —                | —                     | —                     | 46    | 1     |
| Antigua · Guatemala        | 1.ª           | 2019-20       | 36    | 0     | —                | —                | 2                     | 0                     | 38    | 0     |
| Antigua · Guatemala        | Total club    | Total club    | 210   | 2     | 0                | 0                | 6                     | 0                     | 216   | 2     |
| Comunicaciones · Guatemala | 1.ª           | 2020-21       | 32    | 0     | —                | —                | 1                     | 0                     | 33    | 0     |
| Comunicaciones · Guatemala | 1.ª           | 2021-22       | 18    | 0     | —                | —                | 7                     | 0                     | 25    | 0     |
| Comunicaciones · Guatemala | Total club    | Total club    | 50    | 0     | 0                | 0                | 8                     | 0                     | 58    | 0     |
| Tacuary Paraguay           | 1.ª           | 2022          | 13    | 0     | —                | —                | —                     | —                     | 13    | 0     |
| Tacuary Paraguay           | Total club    | Total club    | 13    | 0     | 0                | 0                | 0                     | 0                     | 13    | 0     |
| Comunicaciones · Guatemala | 1.ª           | 2022-23       | 22    | 0     | —                | —                | 2                     | 0                     | 24    | 0     |
| Comunicaciones · Guatemala | Total club    | Total club    | 22    | 0     | 0                | 0                | 2                     | 0                     | 24    | 0     |
| Total carrera              | Total carrera | Total carrera | 385   | 2     | 0                | 0                | 18                    | 0                     | 403   | 0     |

## Palmarés

### Títulos nacionales
| Título                               | Club    | País      | Año                  |
| ------------------------------------ | ------- | --------- | -------------------- |
| Liga Nacional de Fútbol de Guatemala | Antigua | Guatemala | Torneo Apertura 2015 |
| Liga Nacional de Fútbol de Guatemala | Antigua | Guatemala | Torneo Apertura 2016 |
| Liga Nacional de Fútbol de Guatemala | Antigua | Guatemala | Torneo Apertura 2017 |
| Liga Nacional de Fútbol de Guatemala | Antigua | Guatemala | Torneo Clausura 2019 |

### Títulos internacionales
| Título        | Equipo         | Sede     | Año  |
| ------------- | -------------- | -------- | ---- |
| Liga Concacaf | Comunicaciones | Concacaf | 2021 |